# Phebalium bifidum
Phebalium bifidum är en vinruteväxtart som beskrevs av P.H.Weston & M.J.Turton. Phebalium bifidum ingår i släktet Phebalium och familjen vinruteväxter. Inga underarter finns listade i Catalogue of Life.